# Robert Costa
Robert Costa (Richmond, 14 de outubro de 1985) é um jornalista estadunidense. Ele é repórter do The Washington Post, analista político da NBC News e MSNBC e apresentador do Washington Week na PBS.